# Robert Liston
Robert Liston (ur. 28 października 1794 w Ecclesmachan, w hrabstwie Linlithgowshire, zm. 7 grudnia 1847) – szkocki chirurg, profesor chirurgi na Uniwersytecie Londyńskim.

## Życiorys
Był synem pastora i wynalazcy organów piszczałkowych Henry’ego Listona. W wieku czternastu lat rozpoczął studia na Uniwersytecie Edynburskim. Dwa lata później uczył się medycyny u boku anatoma Johna Barclaya. Zamierzał wstąpić do Royal Navy jako chirurg, jednak nie udało mu się zrealizować tego planu. Naukę medycyny kontynuował w Londynie w latach 1816–1818. Po ukończeniu studiów uzyskał uprawnienia chirurga. W 1834 roku został członkiem Royal College of Surgeons of England and Edinburgh.
Od ok. 1828 roku pracował w University College Hospital w Londynie. Zasłynął z prowadzenia szybkich, odważnych i precyzyjnych zabiegów chirurgicznych. Prowadzone przez niego amputacje wzbudzały zainteresowanie wśród innych chirurgów. 21 grudnia 1846 roku jako pierwszy w Europie przeprowadził zabieg amputacji kończyny dolnej na pacjencie uśpionym eterem dietylowym. Podczas operacji Listonowi asystował Joseph Lister, twórca antyseptyki. Metoda Listona została w następnych latach wykorzystywana przez innych lekarzy europejskich. Uważał, że operacja stanowi często ostatnią szansę na uratowanie życia pacjenta. W Elements of Surgery napisał, że studiowanie anatomii i patologii może przyczynić się do lepszego zrozumienia, które schorzenia należy leczyć chirurgicznie. Odrzucił pogląd, jakoby przeszywający ból podczas operacji bez znieczulenia miałby przyspieszyć proces gojenia rany.
Przyczynił się do wprowadzenia nowych praktyk, zmniejszających ryzyko śmierci u pacjenta. Był jednym z pierwszych chirurgów, który mył ręce przed zabiegiem, golił operowaną część ciała przed nacięciem, zakładał czysty fartuch (wbrew ówczesnemu powszechnemu zwyczajowi, gdzie brudny fartuch stanowił dowód umiejętności chirurga), używał wyłącznie czystych gąbek chirurgicznych, opatrunki nasączał wyłącznie zimną wodą, a podczas zabiegów zaciskał nóż w zębach, kiedy miał zajęte ręce. Praktyki stosowane przez Listona nie wynikały ze świadomości istnienia mikroorganizmów (gdyż mikrobiologia zaczęła rozwijać się dopiero po jego śmierci), a z wrodzonego zamiłowania do porządku. Zwyczaj golenia miejsc operacji został w następnych latach zakwestionowany jako zabieg zwiększający ryzyko zakażenia.
Za życia Liston chwalił się, że jest w stanie przeprowadzić amputację nogi w dwie i pół minuty. Na temat Listona powstały dwie anegdoty, których prawdziwość jest podawana w wątpliwość. Według pierwszej anegdoty, miał on podczas jednego z zabiegów przez pomyłkę amputować pacjentowi jądra wraz z nogą. W drugiej historii Liston miał podczas zabiegu przez pomyłkę amputować palce swojemu asystentowi, który podczas operacji podtrzymywał nogę przeznaczoną do ucięcia. Pacjent miał nie przeżyć amputacji, ranny asystent miał wkrótce umrzeć na skutek gangreny, a dodatkowo jeden z obserwatorów pechowego zabiegu miał umrzeć na zawał mięśnia sercowego (według innego źródła obserwator miał umrzeć tuż po tym, jak nieomal nie został okaleczony rzuconym skalpelem).
Wynalazł odgryzacz kostny oraz kilka innych narzędzi chirurgicznych.
Za życia uchodził za człowieka konfliktowego, podważającego prace innych chirurgów i wymagającego wobec swoich asystentów. Publicznie zniesławił chirurga Jamesa Yearsleya, który miał usunąć migdałki podniebienne i języczek w celu wyeliminowania jąkania. Według przekazów bywał surowy wyłącznie podczas pracy, podczas gdy prywatnie okazywał hojność i gościnność.
Zmarł 7 grudnia 1847 roku na skutek pęknięcia tętniaka aorty.